# FIA-Formel-E-Meisterschaft 2017/18
Die ABB FIA-Formel-E-Meisterschaft 2017/18 war die vierte Saison der FIA-Formel-E-Meisterschaft. Sie begann am 2. Dezember 2017 in Hongkong und endete am 15. Juli 2018 in New York City. Die Saison umfasste zehn E-Prix mit zwölf Rennen.

## Änderungen 2017/18
Am 9. Januar 2018 wurde ABB als neuer Titelsponsor der Rennserie vorgestellt. Damit änderte sich der offizielle Namen von FIA-Formel-E-Meisterschaft in ABB FIA-Formel-E-Meisterschaft.

### Rennen
Neu im Kalender waren der Rom E-Prix, der Santiago E-Prix, der São Paulo E-Prix und der Zürich E-Prix. Dafür entfielen der Buenos Aires E-Prix und der Monaco E-Prix. Im Rahmen des Berlin E-Prix’ wurde im Gegensatz zur Vorsaison nur ein Rennen ausgetragen, stattdessen umfasste nun der Hongkong E-Prix zwei Rennen. Mit dem Wegfall des Rennens in Buenos Aires war der Berlin E-Prix außerdem das einzige Rennen, das seit Beginn der Meisterschaft in jeder Saison ausgetragen wurde bzw. wird.
Kurz vor dem Saisonauftakt gaben die Serienveranstalter bekannt, dass das Rennen in São Paulo nicht wie geplant stattfinden kann und auf 2019 verschoben wurde. Grund war, dass die Privatisierung des Anhembi Parks, in dem das Rennen stattfinden sollte, sich verzögerte. Stattdessen fand an diesem Termin die dritte Auflage des Punta del Este E-Prix statt, der zuletzt 2015 ausgetragen wurde.
Im Dezember 2017 erfolgte seitens der neuen Bürgermeisterin von Montreal, Valérie Plante, die Absage des Montreal E-Prix. Das Rennen, das ihr Amtsvorgänger Denis Coderre im Vorjahr vollständig aus Steuermitteln in Höhe von umgerechnet 26 Millionen Euro finanziert hatte, war zuvor ein zentrales Thema im Wahlkampf gewesen.

### Technisches Reglement
Die Maximalleistung der Fahrzeuge im Rennen wurde von 170 auf 180 Kilowatt erhöht. Beim FANBOOST erfolgte ebenfalls eine Leistungssteigerung um 10 kW, der Fahrer durfte die Leistung nun auf 190 Kilowatt erhöhen.
Die Maximalleistung bei der Rekuperation wurde von 150 auf 200 Kilowatt erhöht.

### Sportliches Reglement
Der Punkt für die schnellste Rennrunde wurde nur unter den zehn bestklassierten Fahrern des Rennens vergeben.
Bei Double-Headern entfiel am zweiten Renntag das zweite freie Training.
Statt drei Filmtagen standen den Teams nun sechs sogenannte Promotion-Events zu, von denen drei auf einer Rundstrecke stattfinden durften. Während der Saison sollten außerdem zwei Testtage für alle Teams angeboten werden, wovon bei einem Tag jedoch ausschließlich Fahrer ohne Formel-E-Erfahrung zum Einsatz kommen durften.
Ein Team durfte für jedes Rennen Reservefahrer nennen.
Im Falle einer Unsafe Release im Training konnte nun eine Rückversetzung in der Startaufstellung des Rennens ausgesprochen werden.
Außerdem hatte nun ein Vertreter der Rennleitung Mitspracherecht bei den Rennkommissaren, die zudem von einem ehemaligen Fahrer unterstützt wurden, wie dies bereits seit Jahren in der Formel-1-Weltmeisterschaft der Fall war.
Darüber hinaus änderten sich die Regeln für das Anbringen der Startnummer und des Fahrernamens auf den Fahrzeugen. Die Nummern mussten seitlich am Frontflügel und am hinteren Schutzblech der Hinterreifen angebracht werden und mindestens 14,5 cm hoch und 3,2 cm breit sein. Der erste Fahrer eines Teams erhielt grundsätzlich eine schwarze Nummer, der zweite Fahrer eine rote. Die Farben sollten dabei an dieser Stelle im größtmöglichen Kontrast zur Wagenfarbe stehen. Zudem musste das Namenskürzel des Fahrers am Überrollbügel nun aus Buchstaben bestehen, die mindestens 10 cm hoch und 2 cm breit waren.
Kurz vor Saisonbeginn wurde eine Änderung am Qualifying-Format bekanntgegeben, die Fahrer wurden nun nur noch beim ersten Saisonlauf in die vier Qualifying-Gruppen gelost. Bei den weiteren Rennen fuhren jeweils die fünf bestplatzierten Fahrer in einer Gruppe, die zweite Gruppe bestand aus den nächsten fünf bestplatzierten Fahrern. Dieses Vorgehen wurde dann für die restlichen zehn Fahrer wiederholt. Ausgelost wurde nur noch die Reihenfolge der vier Qualifying-Gruppen.
Kurz vor dem Marrakesch E-Prix gab die FIA bekannt, dass die Mindestzeit für den Fahrzeugwechsel mit sofortiger Wirkung entfallen solle. Nachdem die Teams in einem Brief an die Rennkommissare Sicherheitsbedenken wegen der kurzfristigen Regeländerung äußerten, wurde diese am Vortag des Rennens auf das folgende Rennen in Santiago verschoben.

### Teams
Im Juli 2017 übernahm Audi das Formel-E-Team von Abt. Abt betreute weiterhin die Einsätze an der Rennstrecke, das Team trat unter dem Namen Audi Sport ABT Schaeffler an. Neuer Teamchef wurde Allan McNish.
Nach nur einem Jahr als Titelsponsor erschien Faraday Future nun nicht mehr im Teamnamen von Dragon Racing. Außerdem trat das NIO Formula E Team nun ohne den Namenszusatz NextEV an.

### Fahrer
Alex Lynn, der in der Vorsaison als Ersatzfahrer den New York City E-Prix für DS Virgin Racing bestritt, stieg zum Stammfahrer des Teams auf und ersetzte hier José María López, den er in New York City bereits vertreten hatte. Nelson Piquet jr. wechselte nach drei Saisons vom NIO Formula E Team zu Panasonic Jaguar Racing und wurde hier Nachfolger von Adam Carroll. Sein Nachfolger wurde Luca Filippi, der sein Debüt in der FIA-Formel-E-Meisterschaft gab.
Auch Neel Jani debütierte in die FIA-Formel-E-Meisterschaft und wurde bei Dragon Racing Nachfolger von Loïc Duval. Auch André Lotterer gab sein Debüt in der Serie, er ersetzte Stéphane Sarrazin bei Techeetah. Mit Edoardo Mortara debütierte ein weiterer Pilot bei Venturi, er ersetzte Tom Dillmann. Jani und Lotterer waren Werksfahrer bei Porsche, Mortara bei Mercedes – beide Hersteller hatten den Einstieg in die FIA-Formel-E-Meisterschaft zur Saison 2019/20 bekanntgegeben. Nachdem Dragon Racing beim Hongkong E-Prix weit abgeschlagen am Ende des Feldes fuhr, gab Jani bereits vor dem Marrakesch E-Prix bekannt, die Zusammenarbeit mit dem Team mit sofortiger Wirkung zu beenden. Seinen Platz übernahm López, der somit nach nur zwei Rennen in die FIA-Formel-E-Meisterschaft zurückkehrte.
Da BMW ebenfalls den Einstieg als Werksteam in die FIA-Formel-E-Meisterschaft bekanntgab und aus diesem Grund die Kooperation mit Andretti verstärkte, trennte sich das Team vor der Saison von Robin Frijns, der einen Fahrervertrag im GT-Sport mit Audi besaß. Sein Nachfolger wurde BMW-Werksfahrer Tom Blomqvist, der ebenfalls in der Serie debütiert. Beim Saisonauftakt in Hongkong trat jedoch Kamui Kobayashi anstelle von Blomqvist an. Der japanische Titelsponsor von Andretti, MS&AD Insurance Group, wünschte sich für die einzige Veranstaltung in Asien einen asiatischen Piloten, so dass Kobayashi dort zum Einsatz kam, ohne zuvor an Testfahrten teilgenommen zu haben. Vor dem Berlin E-Prix wurde Blomqvist durch Stéphane Sarrazin ersetzt.
Für den Paris E-Prix gab es bei NIO einen Fahrerwechsel: Filippi, der in der bisherigen Saison lediglich einen Punkt erzielt hatte und zu diesem Zeitpunkt auf dem 20. Platz der Fahrerwertung lag, wurde für ein Rennen durch NIO-Ersatzfahrer Ma Qinghua ersetzt.
Beim Berlin E-Prix und beim New York City E-Prix ersetzte Tom Dillmann Edoardo Mortara, der jeweils zeitgleich bei DTM-Rennen auf dem Lausitzring und dem Circuit Park Zandvoort antrat.

## Teams und Fahrer
Alle Teams und Fahrer verwendeten das Einheits-Chassis Spark-Renault SRT_01E sowie Reifen von Michelin.
| Bild                                           | Team                      | Fahrzeug             | Nr. | Fahrer                 | Rennen    |
| ---------------------------------------------- | ------------------------- | -------------------- | --- | ---------------------- | --------- |
| Renault Z.E.18 von Renault e.dams              | Renault e.dams            | Renault Z.E.17       | 08  | Nicolas Prost          | 1–12      |
| Renault Z.E.18 von Renault e.dams              | Renault e.dams            | Renault Z.E.17       | 09  | Sébastien Buemi        | 1–12      |
| Audi e-tron FE04 von Audi Sport ABT Schaeffler | Audi Sport ABT Schaeffler | Audi e-tron FE04     | 01  | Lucas di Grassi        | 1–12      |
| Audi e-tron FE04 von Audi Sport ABT Schaeffler | Audi Sport ABT Schaeffler | Audi e-tron FE04     | 66  | Daniel Abt             | 1–12      |
| Mahindra M4Electro von Mahindra Racing         | Mahindra Racing           | Mahindra M4Electro   | 19  | Felix Rosenqvist       | 1–12      |
| Mahindra M4Electro von Mahindra Racing         | Mahindra Racing           | Mahindra M4Electro   | 23  | Nick Heidfeld          | 1–12      |
| DS Virgin DSV-03 von DS Virgin Racing          | DS Virgin Racing          | DS Virgin DSV-03     | 02  | Sam Bird               | 1–12      |
| DS Virgin DSV-03 von DS Virgin Racing          | DS Virgin Racing          | DS Virgin DSV-03     | 36  | Alex Lynn              | 1–12      |
| Renault Z.E.18 von Techeetah                   | Techeetah                 | Renault Z.E.17       | 18  | André Lotterer         | 1–12      |
| Renault Z.E.18 von Techeetah                   | Techeetah                 | Renault Z.E.17       | 25  | Jean-Éric Vergne       | 1–12      |
| NextEV NIO Sport 003 von NIO                   | NIO Formula E Team        | NextEV NIO Sport 003 | 16  | Oliver Turvey          | 1–11      |
| NextEV NIO Sport 003 von NIO                   | NIO Formula E Team        | NextEV NIO Sport 003 | 68  | Luca Filippi           | 1–7, 9–12 |
| NextEV NIO Sport 003 von NIO                   | NIO Formula E Team        | NextEV NIO Sport 003 | 68  | Ma Qinghua             | 8, 12     |
| Andretti ATEC-03 von MS&AD Andretti            | Andretti Formula E        | Andretti ATEC-03     | 27  | Kamui Kobayashi        | 1, 2      |
| Andretti ATEC-03 von MS&AD Andretti            | Andretti Formula E        | Andretti ATEC-03     | 27  | Tom Blomqvist          | 3–8       |
| Andretti ATEC-03 von MS&AD Andretti            | Andretti Formula E        | Andretti ATEC-03     | 27  | Stéphane Sarrazin      | 9–12      |
| Andretti ATEC-03 von MS&AD Andretti            | Andretti Formula E        | Andretti ATEC-03     | 28  | António Félix da Costa | 1–12      |
| PENSKE EV-2 von Dragon Racing                  | Dragon                    | PENSKE EV-2          | 06  | Neel Jani              | 1, 2      |
| PENSKE EV-2 von Dragon Racing                  | Dragon                    | PENSKE EV-2          | 06  | José María López       | 3–12      |
| PENSKE EV-2 von Dragon Racing                  | Dragon                    | PENSKE EV-2          | 07  | Jérôme D’Ambrosio      | 1–12      |
| Venturi VM200-FE-03 von Venturi                | Venturi Formula E Team    | Venturi VM200-FE-03  | 04  | Edoardo Mortara        | 1–8, 10   |
| Venturi VM200-FE-03 von Venturi                | Venturi Formula E Team    | Venturi VM200-FE-03  | 04  | Tom Dillmann           | 9, 11, 12 |
| Venturi VM200-FE-03 von Venturi                | Venturi Formula E Team    | Venturi VM200-FE-03  | 05  | Maro Engel             | 1–12      |
| Jaguar I-Type II von Jaguar Racing             | Panasonic Jaguar Racing   | Jaguar I-Type II     | 03  | Nelson Piquet jr.      | 1–12      |
| Jaguar I-Type II von Jaguar Racing             | Panasonic Jaguar Racing   | Jaguar I-Type II     | 20  | Mitch Evans            | 1–12      |

## Rennkalender
2017/18 sollten vierzehn Rennen in elf Städten ausgetragen werden. Am 19. Juni 2017 veröffentlichte die FIA den Rennkalender, bei dem jedoch zwei Austragungsorte fehlten. Bei einem der beiden Rennen wurde lediglich bekanntgegeben, dass es in Deutschland ausgetragen wird. Am 21. September 2017 wurde der endgültige Rennkalender bestätigt, die beiden Rennen ohne bislang bekanntgegebene Austragungsorte fanden in Berlin und Zürich statt.
Am 30. November 2017 erfolgte die Absage des Rennens in São Paulo, stattdessen sollte am gleichen Termin ein noch nicht genanntes Ersatzrennen stattfinden. Wenige Tage später gaben die Organisatoren bekannt, dass das Rennen in Punta del Este stattfindet. Am 18. Dezember 2017 erfolgte die Absage des Rennens in Montreal. Am 18. Januar 2018 wurde bekanntgegeben, dass es kein Ersatzrennen für Montreal geben werde und der Rennkalender auf zwölf Rennen verkleinert werde.
| Nr. | Datum       | Veranstaltung (Rennstrecke)            | Erster                                            | Zweiter                                     | Dritter                                        | Pole-Position                                     | Schnellste Runde                                  | Gesamtführung                                     | Gesamtführung                   |
| Nr. | Datum       | Veranstaltung (Rennstrecke)            | Erster                                            | Zweiter                                     | Dritter                                        | Pole-Position                                     | Schnellste Runde                                  | Fahrer                                            | Team                            |
| --- | ----------- | -------------------------------------- | ------------------------------------------------- | ------------------------------------------- | ---------------------------------------------- | ------------------------------------------------- | ------------------------------------------------- | ------------------------------------------------- | ------------------------------- |
| 01. | 2. Dezember | Hongkong E-Prix (Hongkong)             | Sam Bird (DS Virgin Racing)                       | Jean-Éric Vergne (Techeetah)                | Nick Heidfeld (Mahindra Racing Formula E Team) | Jean-Éric Vergne (Techeetah)                      | Jérôme D’Ambrosio (Dragon Racing)                 | Sam Bird (DS Virgin Racing)                       | DS Virgin Racing Formula E Team |
| 02. | 3. Dezember | Hongkong E-Prix (Hongkong)             | Felix Rosenqvist (Mahindra Racing Formula E Team) | Edoardo Mortara (Venturi Formula E Team)    | Mitch Evans (Panasonic Jaguar Racing)          | Felix Rosenqvist (Mahindra Racing Formula E Team) | Lucas di Grassi (Audi Sport ABT Schaeffler)       | Sam Bird (DS Virgin Racing)                       | Mahindra Racing Formula E Team  |
| 03. | 13. Januar  | Marrakesch E-Prix (Marrakesch)         | Felix Rosenqvist (Mahindra Racing Formula E Team) | Sébastien Buemi (Renault e.dams)            | Sam Bird (DS Virgin Racing)                    | Sébastien Buemi (Renault e.dams)                  | Nelson Piquet jr. (Panasonic Jaguar Racing)       | Felix Rosenqvist (Mahindra Racing Formula E Team) | Mahindra Racing Formula E Team  |
| 04. | 3. Februar  | Santiago E-Prix (Santiago)             | Jean-Éric Vergne (Techeetah)                      | André Lotterer (Techeetah)                  | Sébastien Buemi (Renault e.dams)               | Jean-Éric Vergne (Techeetah)                      | Sam Bird (DS Virgin Racing)                       | Jean-Éric Vergne (Techeetah)                      | Techeetah                       |
| 05. | 3. März     | Mexiko-Stadt E-Prix (Mexico City)      | Daniel Abt (Audi Sport ABT Schaeffler)            | Oliver Turvey (NIO Formula E Team)          | Sébastien Buemi (Renault e.dams)               | Felix Rosenqvist (Mahindra Racing Formula E Team) | Lucas di Grassi (Audi Sport ABT Schaeffler)       | Jean-Éric Vergne (Techeetah)                      | Techeetah                       |
| 06. | 17. März    | Punta del Este E-Prix (Punta del Este) | Jean-Éric Vergne (Techeetah)                      | Lucas di Grassi (Audi Sport ABT Schaeffler) | Sam Bird (DS Virgin Racing)                    | Jean-Éric Vergne (Techeetah)                      | José María López (Dragon)                         | Jean-Éric Vergne (Techeetah)                      | Techeetah                       |
| 07. | 14. April   | Rom E-Prix (Rom)                       | Sam Bird (DS Virgin Racing)                       | Lucas di Grassi (Audi Sport ABT Schaeffler) | André Lotterer (Techeetah)                     | Felix Rosenqvist (Mahindra Racing Formula E Team) | Daniel Abt (Audi Sport ABT Schaeffler)            | Jean-Éric Vergne (Techeetah)                      | Techeetah                       |
| 08. | 28. April   | Paris E-Prix (Paris)                   | Jean-Éric Vergne (Techeetah)                      | Lucas di Grassi (Audi Sport ABT Schaeffler) | Sam Bird (DS Virgin Racing)                    | Jean-Éric Vergne (Techeetah)                      | Lucas di Grassi (Audi Sport ABT Schaeffler)       | Jean-Éric Vergne (Techeetah)                      | Techeetah                       |
| 09. | 19. Mai     | Berlin E-Prix (Berlin)                 | Daniel Abt (Audi Sport ABT Schaeffler)            | Lucas di Grassi (Audi Sport ABT Schaeffler) | Jean-Éric Vergne (Techeetah)                   | Daniel Abt (Audi Sport ABT Schaeffler)            | Daniel Abt (Audi Sport ABT Schaeffler)            | Jean-Éric Vergne (Techeetah)                      | Techeetah                       |
| 10. | 10. Juni    | Zürich E-Prix (Zürich)                 | Lucas di Grassi (Audi Sport ABT Schaeffler)       | Sam Bird (DS Virgin Racing)                 | Jérôme D’Ambrosio (Dragon Racing)              | Mitch Evans (Panasonic Jaguar Racing)             | André Lotterer (Techeetah)                        | Jean-Éric Vergne (Techeetah)                      | Techeetah                       |
| 11. | 14. Juli    | New York City E-Prix (New York City)   | Lucas di Grassi (Audi Sport ABT Schaeffler)       | Daniel Abt (Audi Sport ABT Schaeffler)      | Sébastien Buemi (Renault e.dams)               | Sébastien Buemi (Renault e.dams)                  | Felix Rosenqvist (Mahindra Racing Formula E Team) | Jean-Éric Vergne (Techeetah)                      | Techeetah                       |
| 12. | 15. Juli    | New York City E-Prix (New York City)   | Jean-Éric Vergne (Techeetah)                      | Lucas di Grassi (Audi Sport ABT Schaeffler) | Daniel Abt (Audi Sport ABT Schaeffler)         | Sébastien Buemi (Renault e.dams)                  | Daniel Abt (Audi Sport ABT Schaeffler)            | Jean-Éric Vergne (Techeetah)                      | Audi Sport ABT Schaeffler       |

Anmerkungen
1. ↑  Jérôme D’Ambrosio fuhr die schnellste Runde beim ersten Rennen des Hongkong E-Prix. Da er jedoch außerhalb der ersten Zehn ins Ziel kam, erhielt Daniel Abt den Bonuspunkt für die schnellste Runde.
2. ↑  Lucas di Grassi fuhr die schnellste Runde beim zweiten Rennen des Hongkong E-Prix. Da er jedoch außerhalb der ersten Zehn ins Ziel kam, erhielt Felix Rosenqvist den Bonuspunkt für die schnellste Runde.
3. ↑  Felix Rosenqvist fuhr die schnellste Runde beim ersten Rennen des New York City E-Prix. Da er jedoch außerhalb der ersten Zehn ins Ziel kam, erhielt Daniel Abt den Bonuspunkt für die schnellste Runde.

## Wertung
Die zehn erstplatzierten Fahrer jedes Rennens erhielten Punkte nach folgendem Schema:
| Platz  | 1  | 2  | 3  | 4  | 5  | 6 | 7 | 8 | 9 | 10 |   | PP | SR |
| Punkte | 25 | 18 | 15 | 12 | 10 | 8 | 6 | 4 | 2 | 1  | 3 | 1  |    |

### Fahrerwertung
| Pos. | Fahrer            | HKG | HKG  | MAR  | SAN  | MEX  | PUN  | ROM | PAR | BER | ZUR | NYC | NYC | Punkte |
| ---- | ----------------- | --- | ---- | ---- | ---- | ---- | ---- | --- | --- | --- | --- | --- | --- | ------ |
| 01   | J. Vergne         | 2   | 4    | 5    | 1    | 5    | 1    | 5   | 1   | 3   | 10  | 5°  | 1°  | 198    |
| 02   | L. di Grassi      | 17  | 14   | DNF° | DNF° | 9°   | 2    | 2°  | 2°  | 2   | 1°  | 1   | 2   | 144    |
| 03   | S. Bird           | 1   | 5    | 3    | 5    | 17   | 3    | 1   | 3   | 7   | 2   | 9   | 10  | 143    |
| 04   | S. Buemi          | 11  | 10   | 2°   | 3°   | 3°   | DNF° | 6°  | 5°  | 4°  | 5°  | 3°  | 4°  | 125    |
| 05   | D. Abt            | 5°  | DSQ° | 10°  | DNF  | 1    | 14°  | 4   | 7°  | 1°  | 13° | 2°  | 3°  | 120    |
| 06   | F. Rosenqvist     | 14  | 1    | 1    | 4    | DNF° | 5°   | DNF | 8   | 11° | 15  | 14  | 5   | 96     |
| 07   | M. Evans          | 12  | 3    | 11   | 7    | 6    | 4    | 9   | 15  | 6   | 7   | DNF | 6   | 68     |
| 08   | A. Lotterer       | DSQ | 13   | DNF  | 2    | 13   | 12   | 3   | 6   | 9   | 4   | 7   | 9   | 64     |
| 09   | N. Piquet         | 4   | 12   | 4    | 6    | 4    | DNF  | DNF | DNF | 12  | DNF | DNF | 7   | 51     |
| 10   | O. Turvey         | 16  | 6    | DNF  | 14   | 2    | 7    | 12  | 9   | 5   | 9   | INJ | INJ | 46     |
| 11   | N. Heidfeld       | 3   | 16   | 7    | DNF  | DNF  | DNF  | 16  | 11  | 10  | 6   | 6   | 8   | 42     |
| 12   | M. Engel          | 13  | 7    | 12   | DNF  | 16   | 10   | 8   | 4   | 8   | 11  | 8   | DNF | 31     |
| 13   | E. Mortara        | 7   | 2    | DNF  | 13   | 8    | 17   | 10  | 13  |     | DNF |     |     | 29     |
| 14   | J. D’Ambrosio     | NC  | 15   | 15   | 8    | 11   | 9    | 7   | 12  | 19  | 3   | 13  | DNF | 27     |
| 15   | A. Félix da Costa | 6   | 11   | 14   | 9    | 7    | 11   | 11  | DNF | 15  | 8   | 11  | 15* | 20     |
| 16   | A. Lynn           | 8   | 9    | 9    | DNF  | 10   | 6    | DNF | 14  | 16  | 16  | DNF | 14  | 17     |
| 17   | J. López          |     |      | 6    | DNF° | 12   | 8    | 17* | 10  | 18  | 12  | DNF | DNF | 14     |
| 18   | T. Dillmann       |     |      |      |      |      |      |     |     | 13  |     | 4   | DNF | 12     |
| 19   | N. Prost          | 9   | 8    | 13   | 10   | DNF  | 15   | 14  | 16  | 14  | DNF | 10  | 11  | 8      |
| 20   | T. Blomqvist      |     |      | 8    | 11   | 15   | 16   | 15  | DNF |     |     |     |     | 4      |
| 21   | L. Filippi        | 10° | DNF° | 16   | 12   | 14   | 13   | 13° |     | 17  | DNF | 15  | DNF | 1      |
| 22   | S. Sarrazin       |     |      |      |      |      |      |     |     | 20  | 14  | 12  | 12  | 0      |
| 23   | Q. Ma             |     |      |      |      |      |      |     | 17  |     |     |     | 13  | 0      |
| 24   | K. Kobayashi      | 15° | 17°  |      |      |      |      |     |     |     |     |     |     | 0      |
| 25   | N. Jani           | 18  | 18   |      |      |      |      |     |     |     |     |     |     | 0      |
| Pos. | Fahrer            | HKG | HKG  | MAR  | SAN  | MEX  | PUN  | ROM | PAR | BER | ZUR | NYC | NYC | Punkte |

- Beim ersten Hongkong E-Prix erhielt Daniel Abt den Bonuspunkt für die schnellste Runde als Fahrer unter den ersten Zehn mit der schnellsten Runde. Die insgesamt schnellste Rennrunde erzielte Jérôme D’Ambrosio.
- Beim zweiten Hongkong E-Prix erhielt Felix Rosenqvist den Bonuspunkt für die schnellste Runde als Fahrer unter den ersten Zehn mit der schnellsten Runde. Die insgesamt schnellste Rennrunde erzielte Lucas di Grassi.
- Beim zweiten New York City E-Prix erhielt Daniel Abt den Bonuspunkt für die schnellste Runde als Fahrer unter den ersten Zehn mit der schnellsten Runde. Die insgesamt schnellste Rennrunde erzielte Felix Rosenqvist.

### Teamwertung
| Pos. | Team                            | Nr. | HKG | HKG  | MAR  | SAN  | MEX  | PUN  | ROM | PAR | BER | ZUR | NYC | NYC | Punkte |
| ---- | ------------------------------- | --- | --- | ---- | ---- | ---- | ---- | ---- | --- | --- | --- | --- | --- | --- | ------ |
| 01   | Audi Sport ABT Schaeffler       | 01  | 17  | 14   | DNF° | DNF° | 9°   | 2    | 2°  | 2°  | 2   | 1°  | 1   | 2   | 264    |
| 01   | Audi Sport ABT Schaeffler       | 66  | 5°  | DSQ° | 10°  | DNF  | 1    | 14°  | 4   | 7°  | 1°  | 13° | 2°  | 3°  | 264    |
| 02   | Techeetah                       | 18  | DSQ | 13   | DNF  | 2    | 13   | 12   | 3   | 6   | 9   | 4   | 7   | 9   | 262    |
| 02   | Techeetah                       | 25  | 2   | 4    | 5    | 1    | 5    | 1    | 5   | 1   | 3   | 10  | 5°  | 1°  | 262    |
| 03   | DS Virgin Racing Formula E Team | 02  | 1   | 5    | 3    | 5    | 17   | 3    | 1   | 3   | 7   | 2   | 8   | 10  | 160    |
| 03   | DS Virgin Racing Formula E Team | 36  | 8   | 9    | 9    | DNF  | 10   | 6    | DNF | 14  | 16  | 16  | DNF | 14  | 160    |
| 04   | Mahindra Racing Formula E Team  | 19  | 14  | 1    | 1    | 4    | DNF° | 5°   | DNF | 8   | 11° | 15  | 14  | 5   | 138    |
| 04   | Mahindra Racing Formula E Team  | 23  | 3   | 16   | 7    | DNF  | DNF  | DNF  | 16  | 11  | 10  | 6   | 6   | 8   | 138    |
| 05   | Renault e.dams                  | 08  | 9   | 8    | 13   | 10   | DNF  | 15   | 14  | 16  | 14  | DNF | 10  | 11  | 133    |
| 05   | Renault e.dams                  | 09  | 11  | 10   | 2°   | 3°   | 3°   | DNF° | 6°  | 5°  | 4°  | 5°  | 3°  | 4°  | 133    |
| 06   | Panasonic Jaguar Racing         | 03  | 4   | 12   | 4    | 6    | 4    | DNF  | DNF | DNF | 12  | DNF | DNF | 7   | 119    |
| 06   | Panasonic Jaguar Racing         | 20  | 12  | 3    | 11   | 7    | 6    | 4    | 9   | 15  | 6   | 7   | DNF | 6   | 119    |
| 07   | Venturi Formula E Team          | 04  | 7   | 2    | DNF  | 13   | 8    | 17   | 10  | 13  | 13  | DNF | 4   | DNF | 72     |
| 07   | Venturi Formula E Team          | 05  | 13  | 7    | 12   | DNF  | 16   | 10   | 8   | 4   | 8   | 11  | 8   | DNF | 72     |
| 08   | NIO Formula E Team              | 16  | 16  | 6    | DNF  | 14   | 2    | 7    | 12  | 9   | 5   | 9   | DNS | 13  | 47     |
| 08   | NIO Formula E Team              | 68  | 10° | DNF° | 16   | 12   | 14   | 13   | 13° | 17  | 17  | DNF | 15  | DNF | 47     |
| 09   | Dragon Racing                   | 06  | 18  | 18   | 6    | DNF° | 12   | 8    | 17* | 10  | 18  | 12  | DNF | DNF | 41     |
| 09   | Dragon Racing                   | 07  | NC  | 15   | 15   | 8    | 11   | 9    | 7   | 12  | 19  | 3   | 13  | DNF | 41     |
| 10   | Andretti Formula E              | 27  | 15° | 17°  | 8    | 11   | 15   | 16   | 15  | DNF | 20  | 14  | 12  | 12  | 24     |
| 10   | Andretti Formula E              | 28  | 6   | 11   | 14   | 9    | 7    | 11   | 11  | DNF | 15  | 8   | 11  | 15* | 24     |
| Pos. | Team                            | Nr. | HKG | HKG  | MAR  | SAN  | MEX  | PUN  | ROM | PAR | BER | ZUR | NYC | NYC | Punkte |

### Legende
| Legende                      | Legende       | Legende                                                                 |
| Farbe                        | Abkürzung     | Bedeutung                                                               |
| ---------------------------- | ------------- | ----------------------------------------------------------------------- |
| Gold                         | —             | Sieger                                                                  |
| Silber                       | —             | 2. Platz                                                                |
| Bronze                       | —             | 3. Platz                                                                |
| Grün                         | —             | Platzierung in den Punkten                                              |
| Blau                         | —             | Klassifiziert außerhalb der Punkteränge                                 |
| Violett                      | DNF           | Rennen nicht beendet                                                    |
| Violett                      | NC            | nicht klassifiziert                                                     |
| Rot                          | DNQ           | nicht qualifiziert                                                      |
| Schwarz                      | DSQ           | disqualifiziert                                                         |
| Weiß                         | DNS           | nicht am Start                                                          |
| Weiß                         | WD            | zurückgezogen                                                           |
| Weiß                         | C             | Rennen abgesagt                                                         |
| Blanko                       |               | nicht teilgenommen                                                      |
| Blanko                       | DNP           | gemeldet, aber nicht teilgenommen                                       |
| Blanko                       | INJ           | verletzt oder krank                                                     |
| Blanko                       | EX            | ausgeschlossen                                                          |
| sonstige Formate und Zeichen | P/fett        | Pole-Position                                                           |
| sonstige Formate und Zeichen | kursiv        | Schnellste Rennrunde (ab 2017/18: Schnellste Rennrunde der ersten Zehn) |
| sonstige Formate und Zeichen | unterstrichen | Führender in der Gesamtwertung                                          |
| sonstige Formate und Zeichen | °             | FanBoost                                                                |
| sonstige Formate und Zeichen | *             | nicht im Ziel, aufgrund der zurückgelegten Distanz aber gewertet        |
| sonstige Formate und Zeichen | ( )           | Streichresultat                                                         |